# ルーディメンタルドラミング
ルーディメンタルドラミングは、マーチングやドラムコーで発展してきたルーディメンツを用いた小太鼓の演奏スタイルである。またこの対義語として、オーケストラルドラミングがある。ただし、この言葉は海外でルーディメンタルドラマーが自分達を区別するために使うことが多く日本ではほとんど浸透していない。

## いくつかのスタイル
- コースタイル
- ファイフ・アンド・ドラムのスタイル
- パイプ・アンド・ドラムのスタイル